# 费尔南多·阿措里
费尔南多·阿措里（義大利語：Fernando Atzori，1942年6月1日—2020年11月9日），意大利男子拳击运动员。他曾代表意大利参加1964年夏季奥林匹克运动会拳击比赛，获得男子蝇量级金牌。